# 中原内配
中原内配，全称河南省中原内配股份有限公司（英语：ZYNP Corporation，深交所：601766），是中国河南省焦作市孟州市一家气缸套制造商，2010年在深圳证券交易所上市。它是世界最大的气缸套生产商之一，拥有博士后科研工作站。其“河阳牌”气缸套获“中国驰名商标”。该公司的前身是成立于1958年的孟州国营农机厂，主要生产镰刀、锄头等农机具，经技术升级涉足气缸套产业，1990年代成为亚洲最大气缸套生产企业。
据报道，中原内配的气缸套产品在中国国内占有率过半，国际市场占有率15%，大部分被用于商用重型卡车。